# Биляна Беличанец-Алексич
Биляна Беличанец–Алексич (на македонска литературна норма: Билјана Беличанец-Алексиќ) е актриса от Северна Македония.

## Биография
Родена е на 25 юли 1973 г. в Скопие. През 1994 г. завършва като най-млада актриса във факултета по драматични изкуства на Скопския университет и същата година започва работа в Народния театър „Войдан Чернодрински“ в Прилеп. Там играе главни роли, за които печели награди. През 1997 г. започва работа в Драматичния театър в Скопие. Участвала е в главни и второстепенни роли в различни театрални проекти в Драматичния театър и други институции.
Биляна Беличанец е изкушена от възможностите за политическа изява и от 2013 до 2017 г. е кмет на община Кисела вода в Скопие от ВМРО-ДПМНЕ при управлението на Никола Груевски. 
На 7 април 2019 г. е открита мъртва в дома си. Според полицията става дума за самоубийство.